# Rudare (Kuršumlija)
Pour les articles homonymes, voir Rudare.
Rudare (en serbe cyrillique : Рударе) est un village de Serbie situé dans la municipalité de Kuršumlija, district de Toplica. Au recensement de 2011, il comptait 191 habitants.

## Démographie
| 1948 | 1953 | 1961 | 1971 | 1981 | 1991 | 2002 | 2011 |
| ---- | ---- | ---- | ---- | ---- | ---- | ---- | ---- |
| 740  | 820  | 719  | 474  | 367  | 310  | 246  | 191  |

|  |